# Mecynogea lemniscata
Mecynogea lemniscata är en spindelart som först beskrevs av Charles Athanase Walckenaer 1842.  Mecynogea lemniscata ingår i släktet Mecynogea och familjen hjulspindlar. Inga underarter finns listade i Catalogue of Life.